# Drapeau des Canaries
Le drapeau des îles Canaries a été adopté le 10 août 1982. Il comporte trois bandes verticales : une blanche, une bleue et une jaune. La bande centrale bleue signifie la mer, la jaune le soleil et la blanche la paix.

## Drapeaux des provinces et des îles de l'archipel
| Drapeau | Usage                                             | Description |
| ------- | ------------------------------------------------- | --- |
|         | Province de Las Palmas                            | - |
|         | l'île de Grande Canarie (adopté le 10 avril 1989) | - |
|         | l'île de Fuerteventura                            | - |
|         | l'île de Lanzarote                                | - |
|         | Province de Santa Cruz de Tenerife                | - |
|         | l'île de Tenerife (adopté le 9 mai 1989)          | Ce drapeau présente une croix de St André blanche sur fond bleu marine, très proche du drapeau de l'Écosse                                                                                |
|         | l'île de la Gomera                                | - |
|         | l'île de La Palma (adopté le 2 janvier 1991)      | Le drapeau est composé deux bandes bleue et blanche, avec en son centre un écusson figurant St Michel de la Palma entouré de cinq violettes représentant les cinq municipalités de l'île. |
|         | l'île de El Hierro                                | - |